# Соколова, Софья Ивановна
Со́фья Ива́новна Соколо́ва (р. 26 сентября 1926 года) — доярка колхоза «Красный строитель» (Томский район), Герой Социалистического Труда.

## Биография

### Детство и ранние годы
Софья Ивановна Попыхина родилась в русской казацкой крестьянской семье в деревне Берёзовка (Зоркальцевский сельсовет, Томский район). Получила начальное образование (всего отучилась в 6 классах), в 14 лет пошла работать в местный колхоз «Красный строитель», где работала птичницей, поварихой, на заготовке леса и т.д, в том числе во время Великой Отечественной войны. После Великой Отечественной войны вышла замуж за вернувшегося фронтовика Ф. Д. Соколова. Родила трёх детей, но в 1950-м году муж скончался — ранения на войне значительно подорвали его здоровье. Вынуждена была воспитывать троих детей одна.

### Трудовая деятельность
В 1960-м был организован Рыбаловский мясо-молочный совхоз «Октябрь» соседнего Рыбаловского сельсовета, в котором Софья Ивановна начала работать дояркой на Берёзкинской ферме. Через шесть лет за самые высокие по всей Томской области надои молока, её наградили высшим орденом страны — орденом Ленина.
На сельхозпредприятии работала до 1981 года (до выхода на пенсию по возрасту), однако продолжала трудиться на своём подсобном домашнем хозяйстве.
За время работы в 1960-е гг. отличалась особым прилежанием к труду, инициативой. Награждалась знаками «Ударник коммунистического труда» нескольких пятилеток и нагрудными знаками «Отличник социалистического соревнования сельского хозяйства РСФСР», двумя знаками-медалями «Отличник социалистического соревнования Минсельхоза СССР».
В 1967 году было признано, что томская доярка С. И. Соколова, впервые среди доярок молочно-товарных ферм колхозов и совхозов Западно-Сибирского региона, стала надаивать по 5000 кг от каждой обслуживаемой ею коровы.

#### Трудовой подвиг
В 1970 году, при средних надоях по дояркам Томской области по 2642 кг молока от каждой коровы, доярка С. И. Соколова стала поставила трудовой рекорд, надоив по 5800 кг. Вместе со своим братом Петром Попыхиным, зоотехником Берёзкинской товарно-молочной фермы колхоза «Красный строитель», путём тщательного отбора коров в стаде, подняла продуктивность в стаде по-стахановски, практически в 10 раз. Указом Президиума Верховного Совета СССР от 8 апреля 1971 года доярка совхоза «Октябрь» Томской области С. И. Соколова была удостоена звания Героя Социалистического Труда с вручением Золотой медали «Серп и Молот» и второго ордена Ленина.

## Общественная жизнь
Софья Соколова в 1970-х являлась главным наставником общества молодых доярок Томской области, много лет руководила Школой передового опыта. Её неоднократно избирали депутатом Томского районного Совета народных депутатов трудящихся.

## Семья
- Муж Фёдор Дмитриевич Соколов.
  - Дочери Валентина (1946) и Галина (1948)
  - Сын Александр (1950).

## Награды
- Золотая звезда «Серп и Молот» Героя Социалистического Труда (08.04.1971)
- 2 ордена Ленина (22.03.1966, 08.04.1971)
- орден «Томская Слава» (25.09.2016)
- медаль «За доблестный труд. В ознаменование 100-летия со дня рождения Владимира Ильича Ленина» (1970)
- медаль «Ветеран труда СССР» (1986)
- медаль «За доблестный труд в Великой Отечественной войне 1941—1945 гг.» (1946)
- юбилейная медаль «Тридцать лет Победы в Великой Отечественной войне 1941—1945 гг.» (1975)
- юбилейная медаль «Сорок лет Победы в Великой Отечественной войне 1941—1945 гг.» (1985)
- юбилейная медаль «50 лет Победы в Великой Отечественной войне 1941—1945 гг.» (1995)
- юбилейная медаль «60 лет Победы в Великой Отечественной войне 1941—1945 гг.» (2005)
- юбилейная медаль «65 лет Победы в Великой Отечественной войне 1941—1945 гг.» (2010)
- два ордена Томской области
- 2 знака «Ударник коммунистического труда»
- 4 знака «Ударник социалистического соревнования» (нескольких пятилеток)
- нагрудные знаки «Отличник социалистического соревнования сельского хозяйства РСФСР»
- 2 знака-медали «Отличник социалистического соревнования Минсельхоза СССР»
- Почётные грамоты колхоза, совхозов, райкома и обкома КПСС.